# Xã Rives, Michigan
Xã Rives (tiếng Anh: Rives Township) là một xã thuộc quận Jackson, tiểu bang Michigan, Hoa Kỳ. Năm 2010, dân số của xã này là 4.683 người.